# Sociedade Portuguesa de Suicidologia
A Sociedade Portuguesa de Suicidologia (SPS) foi criada em 16 de dezembro de 2000, com sede na Liga dos Amigos dos Hospitais da Universidade de Coimbra (HUC) e tem com objetivos várias actividades ligadas à prevenção do suicídio e ao estudo deste fenómeno, causas, contexto, entre outos aspectos. A sociedade científica integra setenta sócios fundadores de todo o país, entre eles psiquiatras, clínicos gerais, psicólogos e outros técnicos de saúde mental e investigadores dos comportamentos suicidários.